# Gorgo al Monticano
Gorgo al Monticano ist eine nordostitalienische Gemeinde (comune) mit 4007 Einwohnern (Stand 31. Dezember 2023) in der Provinz Treviso in Venetien. Die Gemeinde liegt etwa 27,5 Kilometer nordöstlich von Treviso am Monticano und grenzt unmittelbar an die Region Friaul-Julisch Venetien. Bis 1886 hieß die Gemeinde nur Gorgo.

## Verkehr
Durch die Gemeinde führt die frühere Strada Statale 53 Postumia von Vicenza nach Portogruaro. Die Bahnstation von Gorgo al Monticano liegt an der Bahnstrecke Treviso-Portogruaro.